# Pseudosparna aragua
Pseudosparna aragua es una especie de escarabajo longicornio del género Pseudosparna, categorizada en la tribu Acanthocinini, de la subfamilia Lamiinae.
Fue descrita por Mermudes y Monné en 2009. Aparece registrada y publicada en Pseudosparna, a new Neotropical genus of Acanthocinini (Coleoptera: Cerambycidae: Lamiinae), with description of three new species. Zootaxa, Auckland 2056: 63–68 de 2009.
Mide 6-7 mm de longitud.

## Distribución
Se distribuye por América del Sur, en Venezuela.